# 私の本棚
『私の本棚』（わたしのほんだな）は、NHKラジオ第1放送で、1949年（昭和24年）1月4日より2008年3月17日まで59年2ヶ月にわたり放送された朗読番組である。

## 解説
毎回各界の著名人・タレントらが著したエッセイや文芸作品を、俳優やNHKのアナウンサーらが朗読した。59年間の長きに渡り放送され、2003年以降は『きょうも元気でわくわくラジオ』の番組内で月曜日から金曜日の11:10ごろから11:30に放送されてきたが（夏休み期間中は原則として休止）、2008年3月19日の『きょうも元気でわくわくラジオ』の終了に際し、17日付で放送を終了した。
初回の放送で取り上げられたのは川端康成の小説で、樫村治子アナウンサーが担当。最後となった放送では、さだまさしの著書『いつも君の味方』を斎藤政直アナウンサーが読んだ。
一部作品がCD化されている。
なお、2010年10月11日にラジオドラマ『わたしの本棚スペシャル～象を数える～』 が放送される（出演は笹野高史、中江有里）。
北海道のSTVラジオ「ウイークエンドバラエティ 日高晤郎ショー」にも同名タイトルの「私の本棚」というコーナーがあるが、朗読コーナーではなく、最新刊の書評（ブックレヴュー）である。